# Circuit de la Vallée de la Senne
L'Omloop der Zennevallei (fr.: Circuit de la Vallée de la Senne) era una corsa in linea maschile di ciclismo su strada che dal 1962 al 1976 si svolse con cadenza annuale intorno a Dworp, nel Brabante Fiammingo belga. 
Nell'albo d'oro della competizione figurano i successi di Emile Daems, Rik Van Looy, Georges Pintens e Eddy Merckx.

## Albo d'oro
Aggiornato all'edizione 1976.
| Anno | Vincitore                | Secondo            | Terzo                 |
| ---- | ------------------------ | ------------------ | --------------------- |
| 1962 | Clément Roman            | Roger Baens        | Marcel Seynaeve       |
| 1963 | Bernard Van De Kerckhove | Michael Wright     | Willy Bocklant        |
| 1964 | Emile Daems              | Emiel Verheyden    | Willy Van Den Eynde   |
| 1965 | Martin Van Den Bossche   | Jan Nolmans        | Willy Van Den Eynde   |
| 1966 | Willy Van Den Eynde      | Georges Delvael    | André Chainniaux      |
| 1967 | Eddy Merckx              | Alfons De Bal      | Willy Donie           |
| 1968 | Victor Van Schil         | Eddy Merckx        | André Gosselin        |
| 1969 | Rik Van Looy             | Roger De Vlaeminck | Eric De Vlaeminck     |
| 1970 | Joseph Deschoenmaecker   | Raphaël Hooyberghs | André Poppe           |
| 1971 | Maurice Dury             | Rik Van Linden     | Frans Verbeeck        |
| 1972 | Georges Pintens          | Paul Aerts         | Jean-Pierre Berckmans |
| 1973 | Jean-Pierre Berckmans    | Roger De Vlaeminck | Gérard Hendrickx      |
| 1974 | Alfons De Bal            | André Dierickx     | Jean-Pierre Berckmans |
| 1975 | Victor Van Schil         | Eddy Verstraeten   | Gerben Karstens       |
| 1976 | Ludo Peeters             | Victor Van Schil   | Willy In't Ven        |